# Crotalus lepidus
Crotalus lepidus är en ormart som beskrevs av Kennicott 1861. Crotalus lepidus ingår i släktet skallerormar, och familjen huggormar. IUCN kategoriserar arten globalt som livskraftig.
Arten förekommer i sydvästra USA och fram till centrala Mexiko. Honor lägger inga ägg utan föder levande ungar.

## Underarter
Arten delas in i följande underarter:
- C. l. klauberi
- C. l. lepidus
- C. l. maculosus
- C. l. morulus